# МР-1 (самолёт)
МР-1 морской разведчик первый — морской самолёт-разведчик, конструкции Н. Н. Поликарпова, модификация Р-1.

## Тактико-технические характеристики
Приведённые характеристики соответствуют модификации МР-1.
Источник данных: Маслов М.А., 2004 г.; Шавров, 1985 г.

Технические характеристики
- Экипаж: 2
- Длина: 10,557 м
- Размах крыла: 14,024 м
- Высота:
- Площадь крыла: 45,0 м² (обоих крыльев)
- Масса пустого: 1923 кг
- Нормальная взлётная масса: 2573 кг
- Масса топлива во внутренних баках: 360 кг
- Силовая установка: 1 × ПД М-5
- Мощность двигателей: 1 × 400 л. с. (1 × 294 кВт)

Лётные характеристики
- Максимальная скорость: 183 км/ч (у земли)
- Посадочная скорость: 96 км/ч
- Практическая дальность: 650 км
- Практический потолок: 3680 м
- Время набора высоты: 2000 м за 15,0 мин
- Время виража: 30 с
- Нагрузка на крыло: 58,0 кг/м²
- Тяговооружённость: 115 Вт/кг
- Длина разбега: 400 м

Вооружение
- Стрелково-пушечное:  
  - наступательное: 1 × 7,62 мм пулемёт ПВ-1
  - оборонительное: 2 × 7,62 мм пулемёта ДА-2 или «Льюис»
- Боевая нагрузка: до 400 кг